# Старий Усад
Старий Уса́д (рос. Старый Усад, ерз. Сире Усад) — присілок у складі Рузаєвського району Мордовії, Росія. Входить до складу Трускляйського сільського поселення.

## Населення
Населення — 102 особи (2010; 98 у 2002).
Національний склад (станом на 2002 рік):
- мокшани — 94 %